# Cerberus rynchops
Espèce
Synonymes
- Hydrus rynchops Schneider, 1799
- Hydrus cinereus Shaw, 1802
- Coluber cerberus Daudin, 1803
- Homalopsis molurus Boie, 1826

Statut de conservation UICN

 LC  : Préoccupation mineure
Statut CITES
Cerberus rynchops est une espèce de serpents de la famille des Homalopsidae.

## Répartition
Cette espèce se rencontre dans les eaux de l'Inde, du Bangladesh, du Sri Lanka, de la Birmanie, de la Thaïlande et de la Malaisie péninsulaire.

## Description

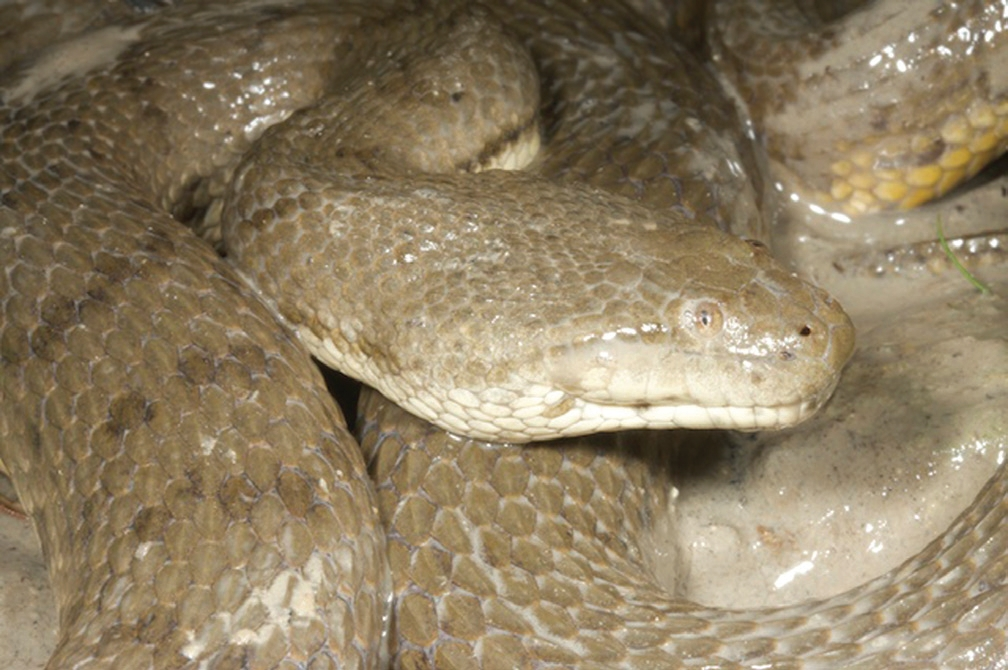
Cerberus rynchops

C'est un serpent vivipare qui vit dans les mangroves, marais et estuaires (il tolère l'eau salée), où il se nourrit de poissons, de crustacés et de grenouilles.

## Taxinomie
La sous-espèce Cerberus rynchops novaeguineae a été placé en synonymie avec Cerberus australis et l'espèce Cerberus schneiderii a été relevée de sa synonymie avec Cerberus rynchops.

## Publication originale
- Schneider, 1799 : Historiae amphibiorum naturalis et literariae fasciculus primus, vol. 1 (texte intégral).